# Москвина (Челябинская область)
Москвина — деревня в Каслинском районе Челябинской области России. Входит в состав Багарякского сельского поселения. Находится на берегу озера Червяное, примерно в 69 км к северо-востоку от районного центра, города Касли, на высоте 184 метров над уровнем моря.

## Население
| 2002 | 2010 |
| ---- | ---- |
| 5    | ↘1   |

## Улицы
Уличная сеть деревни состоит из 3 улиц.